# Музика Месопотамії
У Месопотамії (також: Межиріччя, Дворіччя) музика використовувалась як у релігійному, так і в світському житті. Свідчення з цього регіону, якими є артефакти, художні зображення та письмові записи, відносять Межиріччя до найдавніших чітко задокументованих культур в історії музики. Відкриття кістяного духового інструменту, датованого 5-м тисячоліттям до нашої ери, є найдавнішим доказом музичної культури в Месопотамії. Зображення музикантів з'являються в 4 тисячолітті.

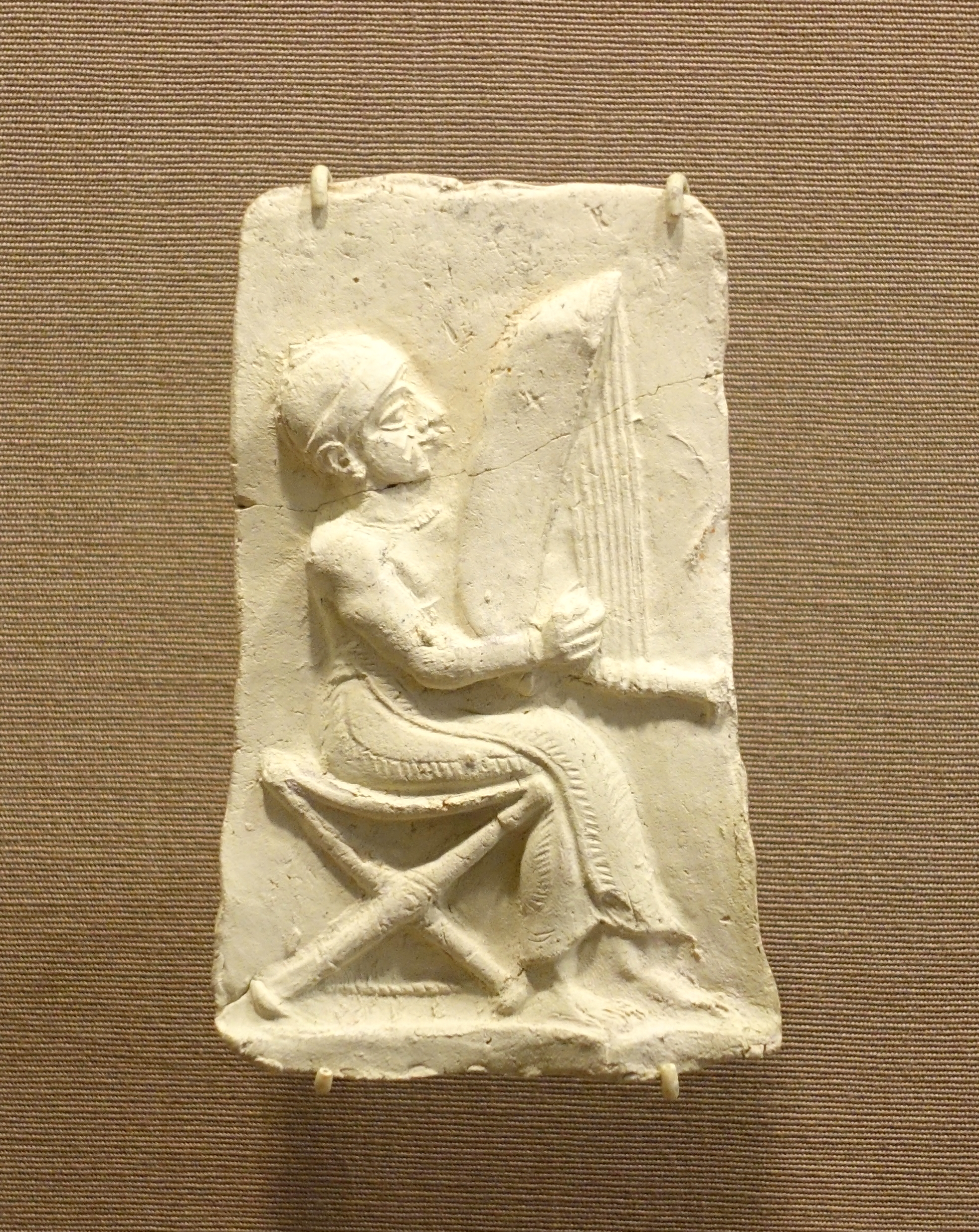
Табличка з чоловіком-музикантом, що грає на арфі, Іщалі, обпалена глина

Музика відігравала центральну роль у релігії Месопотамії, деякі інструменти самі вважалися божествами нижчого рівня й отримували власні назви, наприклад Нінігізібара. Музика звучала на фестивалях, війнах, похоронах серед усіх класів суспільства. Жителі Месопотамії співали та грали на ударних, духових і струнних інструментах, а настанови гри на них містяться на глиняних табличках. До наших днів збереглися струнні інструменти, наприклад ліра Уру з головою бика. Є кілька вцілілих музичних творів, записаних клинописним складовим письмом. Це - Хуритські пісні. Колекція музичних творів виявлена у стародавньому місті Угарит. Тексти датовані приблизно 1400 роком до нашої ери. Сучасні вчені намагалися відтворити мелодії з цих творів, хоча немає єдиної думки щодо того, як саме звучала музика. У жителів Месопотамії була розроблена система музичної теорії та певний рівень музичної освіти. Музика Месопотамії була схожа на музику сусідніх стародавніх культур Єгипту, Східної та Західної Африки та узбережжя Середземного моря.

## Месопотамія
Історична область між річками Тигр і Євфрат у так званому Родючому Півмісяці сучасного Іраку вважається однією з багатьох колисок цивілізації. Тут уперше виникли поселення близько 10 000 років до нашої ери. Північна Месопотамія включала стародавні міста Ассур, Німруд, Хорсабад і Ніневію. Річки Тигр і Євфрат зливаються в регіоні Аккад, пізніше відомому як Вавилон. Тут виникло кілька великих міст, у тому числі Вавилон, Агаде, Сіппар, Ктесіфон і Селевкія-на-Тигрі. На півдні, де дві річки знову розходяться, лежить земля Шумер. До великих міст Шумеру входили Ур, Урук, Ларса та Лагаш. Месопотамія була багата родючими ґрунтами, глиною та волокнистими фініковими пальмами, але не вистачало іншої сировини, такої як камінь і метал, тому тут розвивалося купецтво . Острів Бахрейн у Перській затоці був центром торгівлі, що з'єднувала Месопотамію з давніми культурами Аравії, Ірану та долини Інду.

Два різних народи, шумери та аккадці, були домінуючими культурами в регіоні, починаючи від найдавніших зразків писемності (близько 3100 роки) до падіння Вавилону в 539 року до нашої ери. Релігія та писемність допомогли створити основу для музичної культури в цьому регіоні. Шумерський і аккадський пантеони, міфології та ритуали перепліталися протягом усієї їхньої історії. Окремі міста мали божеств-покровителів, яких потрібно було принаджувати музикою, щоб вони не покинули місто. У супроводі музики цього досягали молитвою-плачем, похмурими вираженнями горя, яке прийде, якщо боги відійдуть, а деякі ритуали передбачали взаємодію з самим інструментом.  Інструменти вважалися посередниками, які керували головними божествами. Значна частина того, що дослідники знають про зв’язок між месопотамською музикою та релігією, походить із глиняних табличок. Писарі використовували очеретяний стилус, щоб робити клиноподібні відбитки у вологій глині, а потім таблички обпікалися. Тексти про музику та музикантів присутні на всіх етапах розвитку письма. На табличках є перелік інструментів, описи жанрів і пісень, музична теорія. Зібравши разом тисячі збережених табличок, дослідники змогли запропонувати детальну картину музичної культури Месопотамії.

## Збережені музичні пам'ятки
Найвідомішими музичними творами є хуритські гімни, колекція музичних творів, написаних клинописом на глиняних табличках,  знайдених у сучасній Сирії, датованих приблизно 1400 роком до нашої ери. Хуритський гімн 6, гімн Ніккал, вважається найдавнішою практично повністю збереженою записаною на письмі музикою у світі. Є різні спроби інтерпретацій цієї таблички, фахівці сходяться в деяких моментах, наприклад, назва кожної струни інструменту, її інтервали та її лад. Але кожна спроба відтворення дає різну музику. У 2009 році сирійський композитор Малек Джандалі випустив альбом "Відлуння Угарита", який містить інтерпретацію хуритського гімну 6 на фортепіано в супроводі оркестру.

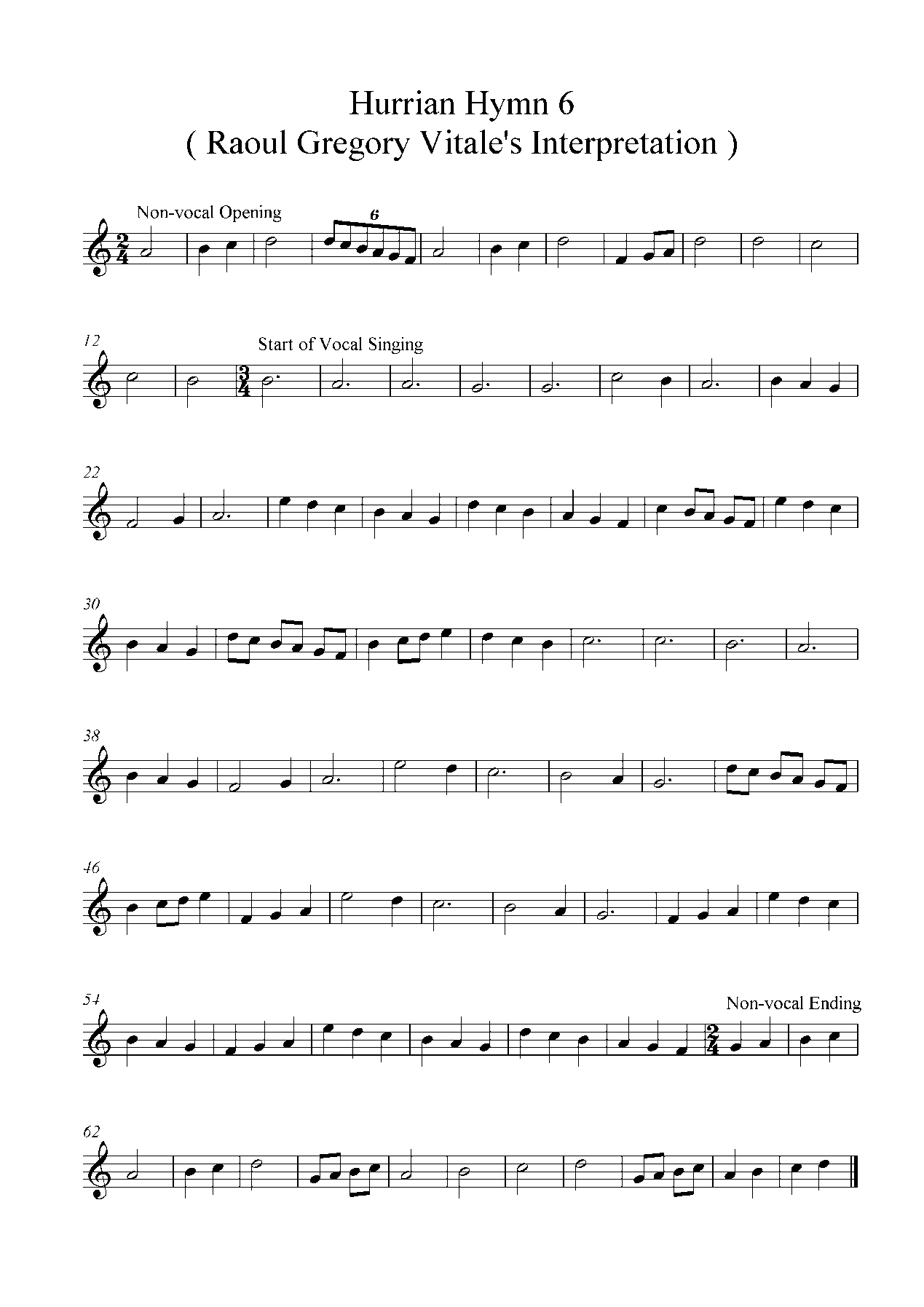
Хуритський гімн № 6 в інтерпретації Рауль Грегорі Вітале.

Авторами хуритських гімнів були чотири композитори з Угаріту: Тапшихун, Пухіянна, Урхія та Аммія і записані двома переписувачами, Аммурапі та Іпшалі. Музикознавець Річард Дамбрілл, який детально досліджував таблички, розмірковує про створення цих творів:
"Записувати малюнки та ідеї як піктографічні та ідеографічні стилізації було б досить складним принципом, з яким можна було б змиритися приблизно 5000 років тому, але думка про застосування тієї самої концепції з метою транскрипції ефірної природи музики, мабуть, була однією з найбільших інтелектуальних досягнень людської думки античності".
Хоча музика для більшості гімнів втрачена, їхні збережені тексти дають зрозуміти, як організовувалися композиції. Вони виявляють багате розмаїття як змісту, так і структури і поділяються на дві групи: гімни для царя та гімни для богів.
Що стосується структури, то гімни часто поділяються на пісні різної довжини, відокремлені одна від одної короткими антифонними відповідями. Інші складаються з ряду чотирирядкових строф. Чимало гімнів вплітають у свій зміст повторюваний рефрен. Ще інші розділені літургійними рубриками різних типів. Стародавні шумерські писарі розділили гімни на різні групи та категорії. Іноді, подібно до гімнів у біблійній Книзі псалмів, вони змінювалися залежно від типу музичного інструменту, який їм акомпанував.
Крім того, табличка аккадською мовою містить каталог назв пісень, упорядкованих за жанрами, включаючи пісні робітників, пісні пастухів, пісні про кохання та пісні молодості, хоча мелодії втрачені. Усе ж, із деяких пісень про кохання можна вивести месопотамські погляди на кохання, близькість і шлюб. У двох збережених прикладах пісень про кохання оспівується весілля між жрицею та королем, вони наповнені пристрасним коханням і радістю від близькості. Деякі історики на основі збережених текстів вважають, що деякі шлюби були мотивовані близькістю і коханням, а не лише практичними міркуваннями. Відоме шумерське прислів’я: "Одружуйся з дівчиною за своїм бажанням!".

## Використання музики
Аккадське слово для музики, nigūtu, також означало «радість» і «веселощі», добре ілюстроване печаткою в Луврі, що показує спокійну сцену пастуха, який грає на флейті своїй отарі. Музика була звичною частиною суспільного життя в Месопотамії і використовувалася в багатьох світських контекстах, наприклад, на бенкетах серед королівських осіб і на фестивалях, де музикантів часто супроводжували танцюристи, жонглери, акробати. Музика відігравала важливу роль на похоронах і в армії, а також зображувалася у зв'язку зі спортом і статевою близькістю. Месопотамські пісні про кохання, які представляли окремий жанр музики, мали спільні риси з релігійною музикою. Часто згадувані у плачах Інанна і Думузі також є закоханими - персонажами романтичних пісень.
Музикознавці перераховують жанри світської музики: робочі пісні, дитячі пісні, танцювальна музика, музика в тавернах, музика для розваг на бенкетах та епічні твори, які співаються з інструментальним супроводом. Яскраві настінні розписи ілюструють танець, і кілька жанрів танцю можна розрізнити на стінних рельєфах, циліндричних печатках і розписній кераміці, а також зображення музичних інструментів, які супроводжують їх. Світська музика втішала жителів Месопотамії. Одне заклинання розповідає про сумного писаря, який застряг і захворів в Елам-Аніані; він прагнув «зцілитися музикою горизонтальної семиструнної арфи».

## Деякі музиканти
Тексти шумерською та аккадською мовами дають уявлення про роль музикантів у суспільстві. Відомі два різні типи музикантів: гала та нар. Обидва класи музикантів високо цінувалися та пов’язувалися з релігією та королівськими сім’ями, але їхні ролі відрізнялися. Гала-музикант (аккадське "калю") був тісно пов’язаний із храмовими ритуалами, і їх робота, можливо, вважалася менш гламурною та тимчасовою. Є сотні окремих названих музикантів, таких як музикант Гала Ур-Уту, які відомі з адміністративних документів. У деяких випадках археологічні знахідки ідентифікували будинки та сімейні історії цих музикантів, показуючи їхній високий статус у суспільстві. Гала-музикантам покровительствував Бог Енкі.
Відомо, що музикант нар (аккадською nāru), який був тісно пов’язаний із королівською сім’єю, грав на музичних інструментах і перевозив їх, а також тісно листувався з королем. Головний музикант палацу керував музичними виставами, а також навчав учнів-музикантів. У королівському гаремі, де король тримав дружин, наложниць, дітей і слуг, король також тримав молодих учнів-музикантів. Володіння музикантами було ознакою статусу, і музикантами торгували на великі відстані, використовували як дипломатичні подарунки та під час війни. Коли ассирійські війська завоювали місто, вони пощадили музикантів і відправили їх до Ніневії з дарами. Епічна історія під назвою «Смерть Гільгамеша» описує, як Гільгамеш приносив дари Богам від імені своїх дружин і дітей, а також від імені своїх музикантів.
Шульгі з Ура, який правив протягом 2094 – 2046 роках під час Третьої династії Ура, був щедрим покровителем мистецтв, особливо музики. У самовихвальних текстах він називав себе музикантом-експертом, стверджуючи, що це йому легко давалося. Він перерахував численні інструменти, якими він, як стверджував, володів: алгар, сабітум, мірітум, урзабабітум, хархар, магур. Він також стверджував, що оволодів мистецтвом композиції жанрів, таких як тігі та адаб. Здається, Шульгі полюбляв грати на всіх інструментах, крім очеретяної сопілки, яка, на його думку, викликала сум у душі, тоді як музика повинна приносити радість і бадьорість. Шульгі щедро фінансував розвиток музики Шумера. Натомість поети складали гімни прославлення на його честь.
Найвідоміший музикант періоду Ур III, Дада, був багатою людиною, яка мала титул гала (або гала-мах). Його кар’єра почалася під час правління Шульгі, і, здається, він був особливим типом гала, який виступав як гала королівського двору чи навіть держави, і відповідав за інші гала. Дада організовував музичні заходи, доглядаючи як за інструментами, так і за пов’язаними з ними розвагами. Він і його родина володіли резиденціями у Гірсу і в Урі, і двоє дітей Дади, Хедут-Амар-Сін і Шу-Сін-мігір-Ештар, розважали короля власною музикою. Головним помічником Дада, чи, можливо, зірковим виконавцем, був музикант, на ім'я Ур-Нінгулага. Попри те, що історія Дади дає змогу зазирнути в життя месопотамського музиканта, цілком імовірно, що він був винятковим прикладом.
Серед найперших відомих композиторів в історії музики була аккадська жриця Енхедуанна, яка діяла близько 2300 року. Донька Саргона Аккадського, засновника Аккадської імперії, Енхедуанна, була водночас принцесою, жрицею та поетесою, яка написала цикл гімнів храмам Шумеру та Аккаду, серед яких - релігійні гімни для Богів Сіна та Інанни. Її робота була плідною, а також добре задокументованою. Збереглося до п'ятдесяти примірників деяких її творів. Ймовірно, вона є автором гімну під назвою "Міф про Інанну та Ебіха". Деякі з її творів мали теми, пов’язані з досягненнями її батька, тоді як інші є автобіографічними. Вона принаймні один раз говорить від першої особи. Її вірші були досить популярні у Вавилоні, а її гімни, ймовірно, мали пошиб на багато поколінь композиторів. Ім’я Енхедуани згадується в гімні Думузі, що свідчить про її популярність у регіоні.

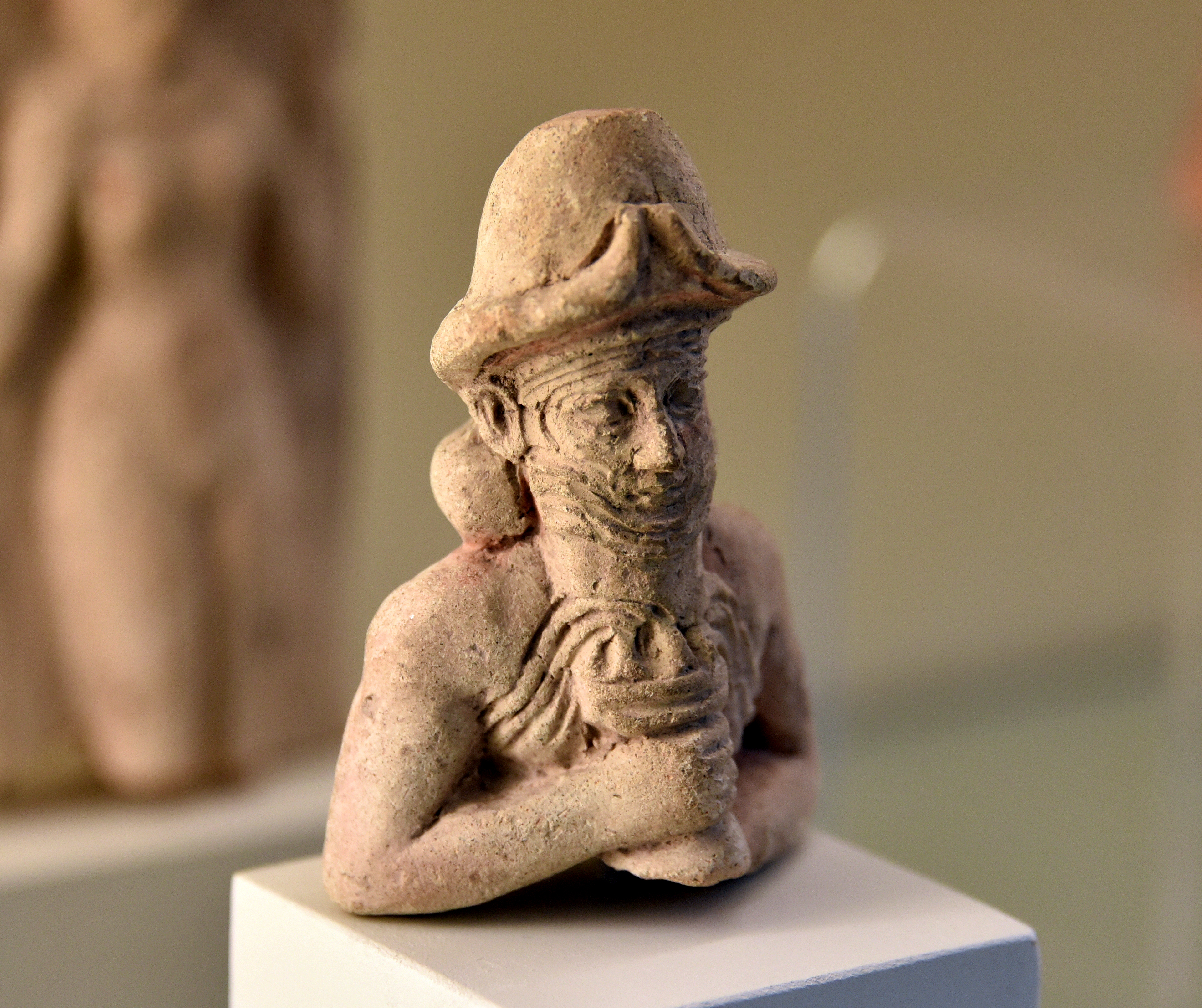
Еа (також Енкі), Божество музики, у рогатому шоломі, тримає чашу, з якої тече вода. Давньовавилонська імперія, 19-17 століття до нашої ери. Пергамський музей, Берлін.

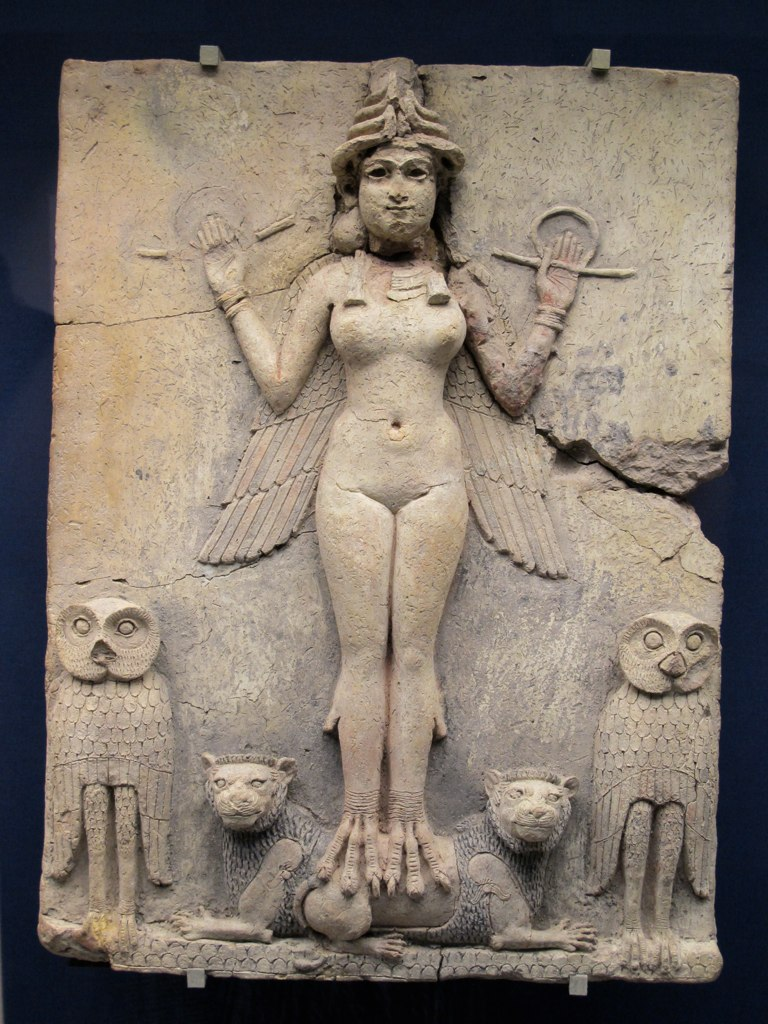
Богиня Іштар, якій Енхедуанна склала численні гімни. Давньовавилонський період, 1800-1750 рр. до н.е. Британський музей, Лондон.

## Інструменти
Для сучасників збереглася глиняна табличка із записами назв 23 видів музичних інструментів. Інструментами стародавньої Месопотамії є арфи, ліри, лютні, очеретяні сопілки та барабани. Хоча про інструментів Месопотамії відомо багато, оскільки основні зображення музичних інструментів походять із барельєфів, присвячених царським і релігійним подіям, імовірно, існує багато інструментів, можливо, популярних, про які вчені не знають.

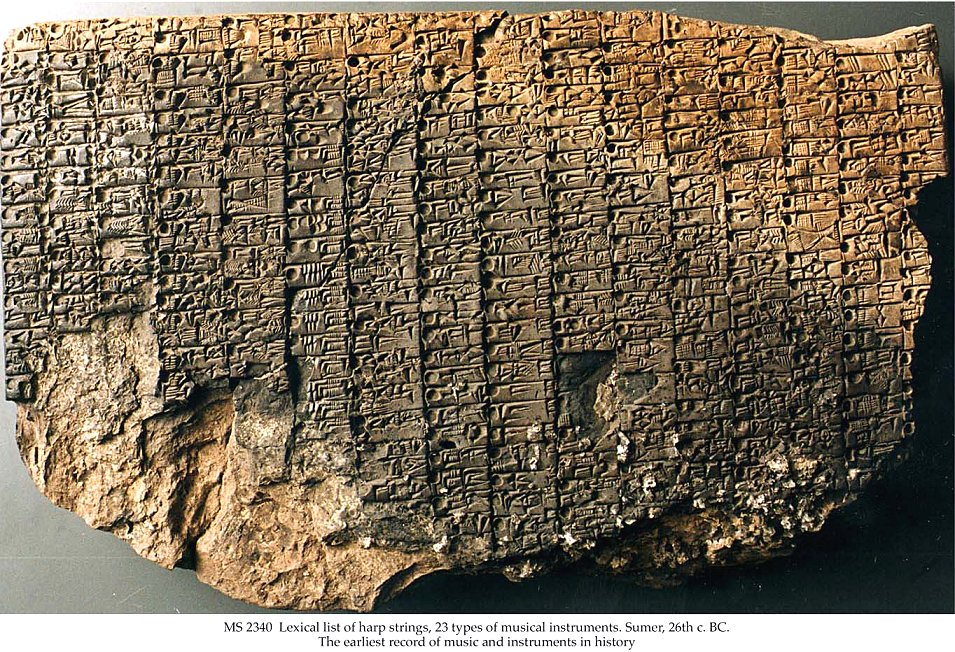
Глиняна табличка із записами назв 23 видів музичних інструментів. Шумер, 26 століття до нашої ери.

Музиканти та музичні інструменти зображувалися в мистецтві Месопотамії впродовж 3000 років. До наших днів дійшли одинадцять струнних інструментів, дев'ять лір і дві арфи, усі з Королівського цвинтаря, що в Урі. Найвідомішими є чотири ліри з Уру:
- «Золота ліра Ура» (Музей Іраку);
- «Ліра королеви» (Британський музей);
- «Ліра з головою бика» (Музей Пенсильванії);
- «Срібна ліра» (Британський музей).

Золота ліра з Ура, яка зараз зберігається в музеї Іраку, є реконструкцією; оригінал був знищений під час пограбування, яке відбулося після вторгнення США в Багдад під час другої війни в Іраку.
На початку квітня 2003 року музей був розграбований. Ліра зникла, її знайшли лише шматками. Непоправно пошкоджену голову бика з золота та перламутру згодом виявили в затоплених підвальних сховищах Центрального банку Іраку. Грабіжники позбавили частини тіла більшої частини золота й залишили останки на стоянці.
Однією з двох арф, знайдених в Урі, є арфа Пуабі, особливо вишукана арфа, знайдена в могилі цариці Пуабі. У той час як найбільша з лір мала регістр, подібний до сучасної басової віоли, а менша срібна ліра мала регістр, як у віолончелі, арфа Пуабі мала в регістр маленької гітари.
Це - витончений інструмент у формі човна із золотими ручками на одинадцятиструнних стовпах. Тіло закінчувалося золотою головою теляти з лазуритовим волоссям і бородою, черепашкою і лазуритовими очима, усипаним мозаїкою коміром, просторою дерев’яною звуковою коробкою з інкрустованими краями мозаїки, червоного вапняку, черепашок і ляпісу.

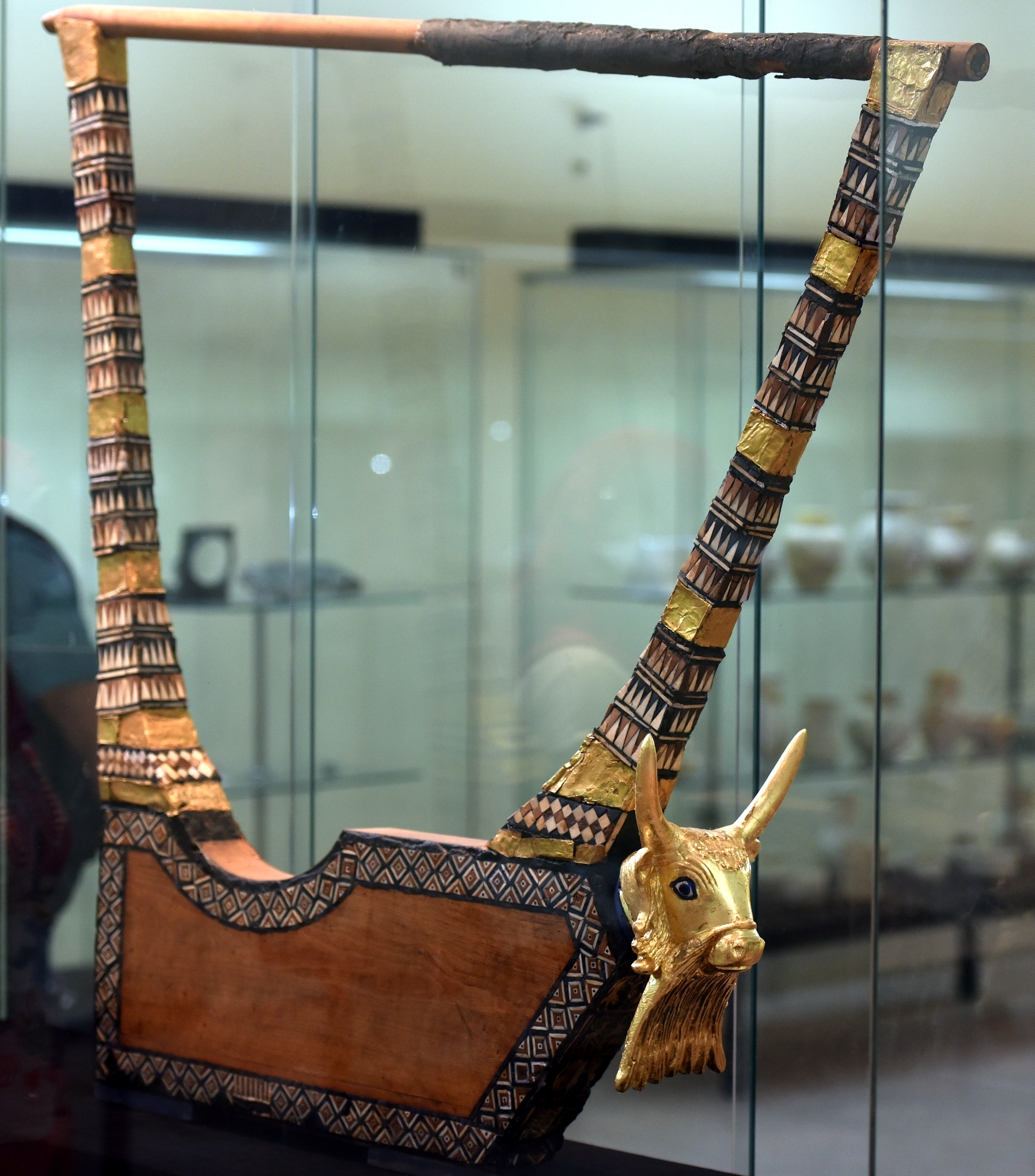
Золота ліра королеви з Королівського поховання в Урі. 2500 рік до нашої ери. Музей Іраку

Інші інструменти, знайдені на кладовищі, включають пару срібних сопілок, а також барабани, систри та цимбали. У більш ранніх знахідках, датованих 5-м тисячоліттям до нашої ери, було знайдено два кістяні духові інструменти, один повністю, а інший у фрагментах. Також знайдено фрагмент глиняного свистка з Урука, який датується близько 3200 роком до нашої ери. Дві пари мідних стукачок з Кіша знаходяться в Інституті Сходу, а в Археологічному музеї Тегерана є два інструменти-скребки, датовані 1500 роком до нашої ери. У Берлінському музеї є великий, ретельно прикрашений ассирійський дзвін. Свого часу з Німруда знайшли кістяний свисток, який створював три чіткі звуки, але він був втрачений.

## Ворожіння на інструментах
Музичні інструменти були тісно пов’язані з месопотамською релігією, і деякі з них вважалися Божествами нижчих рангів, посередниками, які могли допомогти жрецеві спілкуватися з головним Богом. Чіткі докази віщування на музичних інструментах походять із шумерської мови. Використання детермінантів або невокалізованих логограм, які показують категорію іменника, інформують читача, чи об’єкт, про який йде мова, зроблений, наприклад, з дерева, і є особою. Власні назви певних месопотамських музичних інструментів завжди супроводжуються божественним визначенням, що використовується для позначення Богів. Крім того, назви цих інструментів з'являються в письмових списках Богів. Це були не символи Богів, а культові об’єкти були Богами. Інструменти були одержувачами різних пропозицій, таких як жертвоприношення тварин, прянощів або коштовностей.
Особливо це стосувалося інструменту, відомого як балаг, ідентичність якого спірна, але який міг бути струнним інструментом або барабаном. Приклади відомих Богів-знарядь включають балагі. Відомо, що кілька балагів вважалися Божествами нижчого рангу для Бога сонця Уту. Під час правління Гудеа в Лагаші (близько 2100 року) деякі календарні роки були названі на честь балага. Крім того, деякі королі вставляли свої імена у власну назву інструменту. Ішбі-Ерра під час династії Ісін присвятив обожнений балаг під назвою "Ішбі-Ерра довіряє Енлілю", припускаючи, що кожен інструмент був посередником між земним царем і його божественним двійником. Під час ритуалів, пов’язаних із цим інструментом, межі між священиком, музикантом, інструментом, Богом і королем були розмитими, і в цьому контексті жителі Месопотамії вірили, що балаг грає сам по собі.

## Співаки
Збережені угоди про найм музикантів у храмах показують, що велика кількість співаків використовувалася для ритуальних виступів. Хоча точна природа цих виступів ніколи не буде відома, ймовірно, вокальний тон або тембр був схожий на звук очеретяних сопілок з вузьким отвором. Можливо, стародавній месопотамський спів мав спільні характеристики з сучасною вокальною якістю та технікою, включаючи динамічні зміни та грації, тремтіння, морденти, ковзання та мікротональ, перегини, пов'язані з тембром носа. Рельєфи, висічені в камені, показують, що співаки іноді стискали гортань пальцями, щоб отримати високі ноти. Дослідники також знають, що хоровий спів іноді виконувався в унісон, а в інших випадках — частинами.

## Ударні інструменти

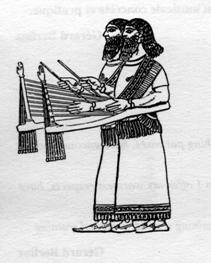
Приклад інструменту сантур, який тримають горизонтально і по якому вдаряють двома палицями, відомий у стародавньому Вавилоні (1600–911 рр. до н. е.) та Новоассирійській імперії (911–612 рр. до н. е.).

Приклад інструменту сантур, який тримають горизонтально і по якому вдаряють двома палицями, відомий у стародавньому Вавилоні (1600–911 роки до нашої ери) та Нової Ассирії (911–612 роки до нашої ери). Ударні інструменти в стародавній Месопотамії включали хлопаки, скребки, брязкальця, систри, тарілки, дзвіночки та барабани. Скребок складався з палиці та предмета з насічками на ньому, тоді як брязкальця містили камінці або глиняні предмети, щоб виробляти брязкальний звук при струшуванні. Месопотамський систрум складався з ручки, рами та поперечних стрижнів, які дзвеніли. Інструменти були невеликими та масивними, одні мали форму пластин, а інші — чаш, а деякі були зроблені з бронзи.
Месопотамське мистецтво зображує принаймні 4 типи барабанів: неглибокий барабан; маленький циліндричний барабан, що тримається горизонтально; великий ножний барабан;  невеликий барабан з однією головкою, що переноситься вертикально. Шумерські барабани виготовлялися з металу, а не з дерева і на них грали руками, а не палицями. Шкіра вавилонського барабана була зроблена з бика, а розміщення шкіри на священному інструменті саме по собі було предметом ритуалу в храмі Еа.

## Духові інструменти
Їх майже не збереглося, але є чимало свідчень про їх використання в художніх зображеннях і літературі. Серед духових інструментів - флейти, гобої, валторни та сопілки, виготовлені з дерева, рогу тварин, кістки, металу та очерету. Інструмент у вигляді короткого рогу, який використовували хети, був попередником єврейського шофара. На очеретяній сопілці грали в сумних випадках, наприклад на похоронах.
Дві срібні труби, датовані 2800 роком, були виявлені в Урі. Довжина обох — 24 сантиметри. В одній є чотири отвори для пальців, а в іншій – три. При розміщенні поруч один з одним три отвори для пальців з кожної рурки вирівнюються. Хоча вчені погоджуються, що це був язичковий інструмент, незрозуміло, одинарний чи подвійний, хоча деякі вчені стверджують, що у стародавніх месопотамців не було одноязичкового інструменту, наприклад кларнета. Срібні сопілки являють собою найстаріший відомий духовий інструмент, який на 500 років передував серії єгипетських очеретяних сопілок. Подібні рурки із золота, срібла та бронзи описані в текстах того ж міста.
Слово "флейта" трапляється в "Епосі про Гільгамеша", найдавнішому літературному творі Месопотамії, що зберігся до наших днів. Текст описує "флейту сердоліку". Є численні зображення флейт в образотворчому мистецтві протягом усієї історії Месопотамії, включно з зображенням жінки, що грає на флейті, на шумерській мушлі з Ніппура, яка датується 2600-2500 роками.

## Струнні інструменти
До них належали арфи, ліри, лютні, гуслі. Месопотамська арфа походить від лука воїна, можливо, завдяки випадковості та експериментам. Вона стала предком ліри та інших струнних інструментів. Струни, можливо, виготовляли з кетгуту (кишок тварин), як це робили єгиптяни, або з шовку. Щипкові інструменти були багаті різновидами, які відрізнялися за способом їх тримання. Коли вони використовувалися королівськими особами або як частину релігійної церемонії, їх прикрашали дорогоцінними металами та камінням, такими як золото, срібло, лазурит і перламутр.

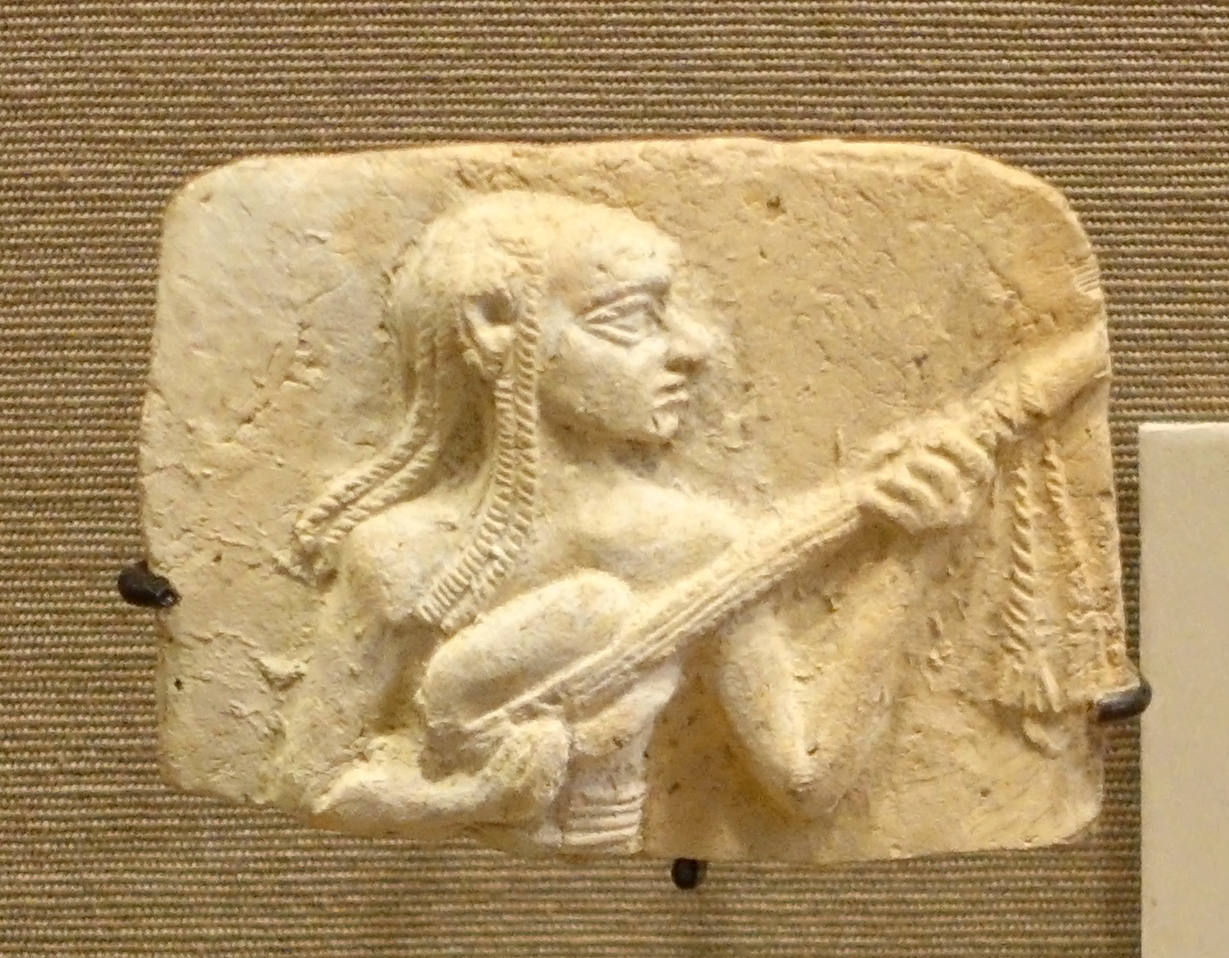
Табличка з музикантом, що грає на лютні, Ішалі, період Ісін-Ларса, 2000-1600 рр. до н.е., обпалена глина. Музей Східного інституту Чиказького університету.

Тіло ліри було зображенням тіла тварини, наприклад, корови, бика, теляти, віслюка чи оленя.  Припускають, що голова тварини, зображена на передній частині ліри, вказує на регістр інструменту. Наприклад, ліра з головою бика — у басовому регістрі, ліра з головою корови — тенор, а ліра з головою теляти — альт. Ніжки інструмента мали зображати ноги тварин, із задньою стійкою як хвостом. На інструменті грали або на місці, поставивши ноги на землю, або, як частину процесії, носили через плече з ремінцем.
Лютня могла виникнути в Месопотамії або була завезена з навколишніх регіонів, наприклад хетами, хуритами чи каситам. Або - із заходу, кочовими людьми з напівпустельних рівнин Сирії. Найдавніший графічний запис гри на лютні міститься на циліндровій печатці періоду Урук (Британський музей), що датується 3100 роком, на якій зображена жіноча фігура з інструментом з довгою шиєю, що сидить на задній частині човна в позі музиканта. Пізніші зображення з'являються після Третьої династії Ура, включаючи рельєф з Ларси (Лувр): сцена за участю двох учасників під час близькости, лютні та маленького барабана; рельєф із Марі (Музей Іраку), на якому зображені фігури з луками, які грають на триструнних лютнях, а мавпи дивляться; рельєф із Ніппуру (Музей Філадельфії), на якому зображений пастух, який грає на лютні; рельєф із Ніппуру (Музей Іраку), що показує фігуру, яка тримає лютню в правій руці та плектр - у лівій.
Дві вцілілі таблички містять інструкції щодо наструнчування струнних інструментів. Це - настанови, які розповідають музиканту, як можна змінити стрій інструмента з одного режиму на інший натягуванням або послабленням струн.
Фрагмент такого тексту:
"Якщо арфа налаштована на ішартум
Ви зіграли інтервал qablitum
Ви налаштовуєте струни II і IX
І арфа зараз налаштована".
Зібравши такі фрагменти, дослідники змогли створити перевірені реконструкції месопотамських систем налаштування струнних інструментів. У тексті, складеному Шульгі близько 2070 року, сформульовано такі технічні терміни, як "настроювання" (ZI.ZI), "зниження" (ŠÚ.ŠÚ), "затягування" (GÍD.I), "послаблення" (TU.LU) і термін "відрегулювати лади" (SI.AK). Глиняні таблички також показують назви дев’яти струн: «1st», «2nd», «3rd-thin», «God-Ea-made-it», «5th», «4th-behind», «3rd». -позаду', '2-й-позаду', '1-й-позаду'.

## Теорія музики
Тисячі уцілілих глиняних табличок містять додаткові відомості про музично-теоретичні основи давньої музики Месопотамії, зокрема строю і звукорядів. Математичний текст аккадською мовою містить посилання на струни музичних інструментів, а табличка з Угариту містить перелік назв музичних інтервалів разом із двома числами, що, імовірно стосуються двох защипуваних струн. Месопотамське образотворче мистецтво також надає інформацію про музику. Відомий рельєф зображує еламський придворний оркестр, який вітає ассирійського завойовника в 650 р. до нашої ери. Курт Закс описує це зораження так:
|  | Його сім арфістів зображені однаково, за винятком того, що вони перебирають різні струни. Оскільки стиль реалістичний, навіть майже фотографічний, це не може бути випадковим. Такі відмінності неможливо пояснити міркуваннями щодо дизайну. Кожен арфіст защипує по дві струни, причому лише п’яту, восьму, десяту, п’ятнадцяту та вісімнадцяту. Якщо інструменти, як можна припустити, були настроєні на пентатоніку, наприклад, від "до", то на арфі защипувались струни "ля", "мі", "ля", тобто квінтовий акорд, оркестрований у сучасний спосіб, в якому дві ноти розподілені між сімома виконавцями в різних комбінаціях, як подвійна октава, октава, унісон і квінта. |

З цього рельєфу музиканти роблять три висновки: що музиканти використовували пентатоніку; що різні артисти оркестру грали різні партії; що музиканти вміли використовувати акорди. Дослідникам також відомо, що жителі Месопотамії використовували гептатонічні, діатонічні, лідійський лади. Вони мали уявлення про музичні інтервали, зокрема октаву, розуміли квінтове коло. Вавилонська табличка показує, що месопотамці також використовували іншу візуалізацію гептатонічних звукорядів, представленої у вигляді семикутної зірки. Стародавні месопотамці використовували циклічну теорію музики. На дев’ятиструнній арфі струни нумерували від однієї до п’яти, а потім знову до однієї.
Таблички показують, що струнні інструменти настроювали по низхідних квартах і висхідних квінтах. Таку настройку пізніше назвали піфагорійською, хоча вавилоняни розробили гептатонічну систему за багато століть до Греції. Сім семиступеневих ладів (та їхні грецькі еквіваленти) були: išartu (дорійський), kitmu (гіподорська), embūbu (фригійський), pūtu (гіпофригійський), nīd qabli (лідійський), nīš gabarî (гіполідійський), qablītu (міксолідійський). Вавилоняни вважали тритон дисонансом і називали його "нечистим". Дюшен-Гіймен перераховує чотири правила, які регулюють настройку цих інструментів:
використовується висхідна квінта і низхідна кварта;
гептакорд - це межа, яку не можна перевищувати в чергуванні. Таким чином, чергування переривається на 4-й струні (струна Ea) і поступається місцем послідовності двох низхідних кварт;
перший жест налаштування починається на групі струн, за якою названо лад і яка характеризується наявністю півтону між двома найвищими нотами;
настроювання закінчується на тритоні, щоб перейти до наступного звукоряду, тритонус змінюється для досягнення співзвуччя.

## Поширення месопотамської музики

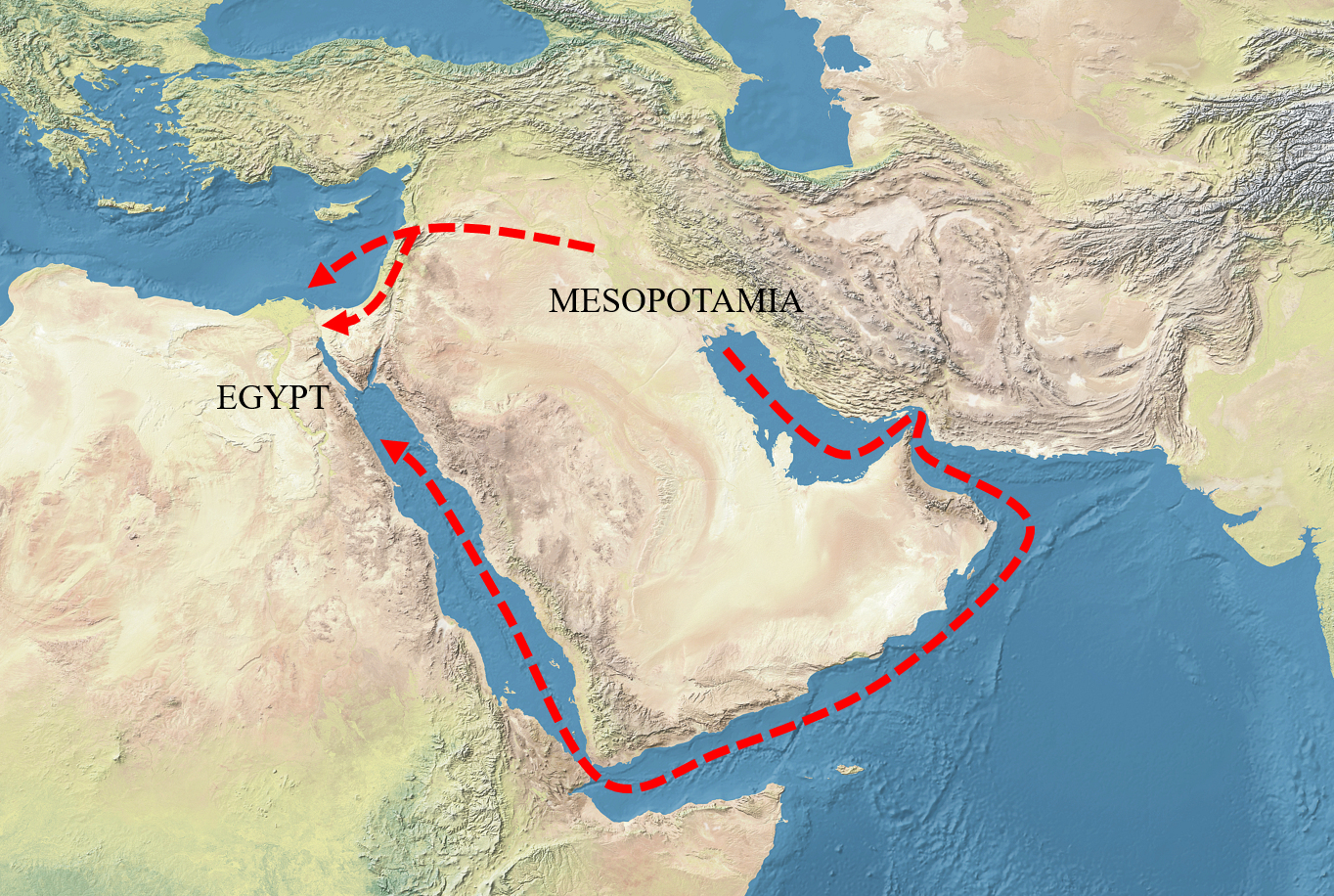
Месопотамсько-єгипетські торгові шляхи

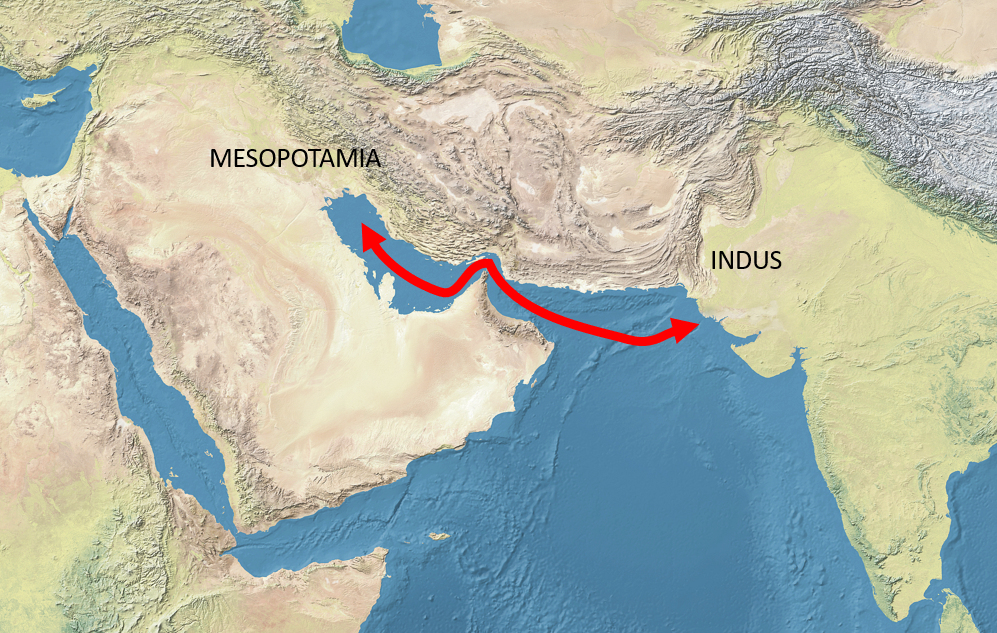
Месопотамсько-Індійські торгові шляхи

Месопотамська музика мала тривалий і широкий вплив на історію музики. Торговельні шляхи дозволяли вільний потік музичних інструментів, тоді як класична освіта поширювала месопотамську музичну теорію та ідеї. Починаючи з 1300 року до нашої ери музиканти-священики створювали гільдії та розміщувалися в храмових школах, привертаючи інтелектуальну увагу з усього регіону. Бахрейн, домівка власної незалежної культури, мав зв’язки як з цивілізацією долини Інду на південному сході, так і з Месопотамією на півночі. Для більшої частини стародавньої історії, Єгипет, Фінікія, Сирія, Вавилонія, Мала Азія, Рим та Греція разом утворили музичну провінцію, у якій вільне спілкування створювало взаєморозуміння в музичному обміні.
Арфи, ліри, лютні та сопілки Месопотамії поширилися в Єгипет, а пізніше в Грецію, і, головним чином через грецький вплив, у Рим. Через Римську імперію вони потрапили до Північної Європи. З Єгипту ті самі інструменти поширилися на південь і захід у Африку, де деякі з них збереглися донині.
Простежується поширення деяких інструментів. Лютня, або синніту, з'явилася в Месопотамії приблизно в той же час, що й подібний інструмент у Єгипті, нефер. Цей інструмент став добре відомим на Близькому Сході як тамбур і має паралелі з шумерським пан-туром, грецькою пандурою, українською домрою, грузинським таром, індійською варою. Єврейська флейта (halil) походить від аккадського hal-hallatu. Нове царство Єгипту запозичило месопотамські інструменти, такі як кутова вертикальна арфа та квадратний барабан. Печатка з Ура, датована 2800 роком, зображує маленьку тварину, що грає на хлопаках. Подібні плескачі з'являються в Стародавньому Єгипті століттями пізніше. Сучасні східноафриканські ліри та західноафриканські лютні зберегли багато рис месопотамських інструментів. Месопотамські арфи поширювалися на захід до Середземного моря та на схід до Азії.
Класична освіта також сприяла поширенню музичних ідей. Месопотамська музична система була частиною класичної навчальної програми, яку проходили книжники, священики та інші освічені професіонали, існували головні месопотамські музичні центри в храмах Вавилона, Сіппара, Ніппура та Ереха. Ці музичні центри стали відомими в західному світі та привернули увагу греків, у тому числі Піфагора, своїми музичними досягненнями, на додаток до досягнень у математиці та астрономії. Ця класична освіта поширилася за кордоном у другому тисячолітті до нашої ери. Наприклад, кераміка в Середземномор’ї та на Близькому Сході показує загальний, стереотипний мотив: типовий музичний ансамбль, що складається з лір, подвійних сопілок і ударних інструментів. Варіації цього мотиву демонструють місцеву адаптацію, наприклад, у Стародавній Греції асиметричні західно-семітські ліри замінено елліністичними інструментами. Музичні терміни також з'являються у зв'язку з релігійними практиками. Шумерська логограма для "гала" (kalû аккадською) з’явилася в Хатті, де це слово також позначало музиканта-жреця і вимовлялося хеттською мовою як "шахтарілі". Хоча гала і шахтарілі були і музикантами, і священиками, вони не були тотожними. Шумерські гала-жерці часто асоціювалися з третьою гендерною категорією, тоді як шахтарілі були, як правило, чоловіками.
Месопотамська музика справила сильний пошиб на стародавню Грецію. Практика обожнювання струнних інструментів виникла в Месопотамії наприкінці третього тисячоліття до нашої ери та поширилася за кордон протягом наступної тисячі років. У цій системі вірувань зв’язок між музикою та божественним є настільки сильним, що сам інструмент може отримати жертву, як Бог. Ця практика повторюється в класичній Греції, а також передує піфагорійській доктрині "гармонії сфер", у якій налаштування ліри розглядалося як мікрокосм універсальної гармонії. Греки успадкували свою нумерологію-містицизм від месопотамців, особливо в контексті надприродного, включно з міфологією навколо Оракула в Дельфах. Крім того, греки успадкували наголос месопотамців на 7-струнну ліру, 7-тональний звукоряд, а також композиції, які зосереджуються на центральній струні, такі як хурритські гімни. Грецька музика, у свою чергу, мала сильний вплив на римську музику, особливо після завоювання римлянами материкової Греції в 168 році до нашої ери. Музична теорія, успадкована римлянами, привела до восьми основних модусів григоріанського співу. Сучасні західні гами з семи нот майже ідентичні тим, які використовували месопотамці, а потім греки.
Чотири тисячі років тому в Стародавньому Ірані почали з’являтися централізовані уряди, що змішували різноманітні культури, включаючи ассирійців, еламітів, вавилонян, вірмен, курдів, семітів тощо, які разом сильно вплинули на зародження іранської культури. Як і месопотамці, перси пов’язували музику з небесами. Ліри з головою бика стали популярними серед різних народів. Спочатку вони виникли в Месопотамії, але поширилися в Сузи, де зберегли свій міцний зв’язок з тваринами. Перші лютні з’явилися в Месопотамії в 2300 році до нашої ери. Через 1000 років лютня стане улюбленим інструментом у Персії. Парфянські пісні продовжують виконувати в Ірані й сьогодні. Персія, у свою чергу, вплинула на греків, арабів та індусів.

## Ймовірне звучання музичних творів Месопотамії
- https://youtu.be/JU4QRxsZhjg
- https://youtu.be/aHRud455ht4
- https://youtu.be/tAc2KDNHEw4
- https://youtu.be/QUcTsFe1PVs